# 田中理紗
田中 理紗（たなか りさ、1982年12月27日 - ）は、新潟や滋賀で活動していたアナウンサー・キャスター。現在は育児をしながら、フリーアナウンサーとして活動している。滋賀県近江八幡市出身。

## 略歴
- 山羊座。O型。身長169cm。龍谷大学文学部英語英米文学科卒業。
- 2006年に新潟放送（BSN）に3年間アナウンサーを務めた後、2009年4月から地元であるNHK大津放送局にニュースキャスターとして所属。2012年3月までに退局。
- アナウンサーとしては異例な程のスポーツウーマンであり、小・中・高等学校とバレーボール部に所属していた。また、大学在学中には、アメリカンフットボールにも興味を示していた。
- 現フリーの伊勢みずほと仲がよく新潟放送退職後も関係は続いていたようで、2011年に発生した東日本大震災では田中から伊勢の家へ救援物資を贈られた事が伊勢本人のブログに掲載されている。
- 現在一児の母で子育ての模様をブログ（外部リンク参照）に掲載している。

## 過去の担当番組
以下、新潟放送在籍時
- イブニング王国!（隔週月曜日、毎週木曜日）
- BSN NEWS（不定期）
- NEXT!（毎週金曜日24:40～）

## 新潟放送での同期入社
- 喜谷知純